# Mijaíl Jodorkovski
Mijaíl Borísovich Jodorkovski (idioma ruso: Михаи́л Бори́сович Ходорко́вский; nacido el 26 de junio de 1963 en Moscú) es un exoligarca y hombre de negocios ruso. 

## Biografía
Los padres de Jodorkovski, Borís y Marina Jodorkovski, eran ingenieros en una fábrica de instrumentos de medición en Moscú. El padre de Jodorkovski era judío, y su madre era cristiana ortodoxa rusa. Ambos eran opositores del comunismo, aunque se lo ocultaron a su hijo, que nació en 1963. Habiendo experimentado un aumento en el antisemitismo estatal y la muerte de Stalin, los Jodorkovski eran parte de una generación de soviéticos que estaban silenciosamente apoyando a los disidentes.
El joven Jodorkovski recibió altas calificaciones. Se convirtió en subdirector de Komsomol (la Liga de la Juventud Comunista) en su universidad, la Universidad de Tecnología Química D. Mendeleev de Rusia, de la que se graduó con un título en ingeniería química en 1986.  Mientras estaba en la universidad, Jodorkovski se casó con una compañera de estudios, Yelena. Tuvieron un hijo, Pável. En 1986, conoció a Inna, una estudiante de 18 años del Instituto Mendeléyev que era colega de Jodorkovski en la organización Komsomol. Con ella tuvo una hija y dos hijos gemelos. Él y su primera esposa se mantuvieron en buenos términos, y ella luego tomaría parte activa en la campaña por su liberación de prisión.
Después de graduarse en 1986, Jodorkovski comenzó a trabajar a tiempo completo para el Komsomol, que era una forma típica de iniciar una carrera política soviética. "Después de varios años de trabajar principalmente para recaudar las cuotas de Komsomol de sus compañeros de estudios", señaló la periodista Masha Gessen, "podría esperar ser designado para un puesto subalterno en la administración de la ciudad en algún lugar lejos de la capital". Pero en lugar de seguir este camino, explotó "oportunidades comerciales casi oficiales y, a menudo, extralegales" y comenzó a hacer una carrera comercial por sí mismo. Con socios de Komsomol, Jodorkovski abrió su primer negocio en 1986, un café privado. La empresa fue posible gracias al programa de perestroika y Glásnost del líder soviético Mijaíl Gorbachov.
La introducción de la perestroika permitió a Jodorkovski usar sus conexiones dentro de las estructuras comunistas para hacerse un hueco en el mercado libre en desarrollo. Con la ayuda de algunas personas poderosas, inició sus actividades comerciales al amparo del Komsomol. La amistad con otro líder del Komsomol, Alexey Golubovich, tuvo un impacto significativo en su creciente éxito, ya que los padres de Golubovich ocupaban altos cargos en Gosbank, el Banco Estatal de la URSS. Entre los negocios de Jodorkovski estaban "la importación de computadoras personales y, según algunas fuentes, la falsificación de alcohol". Además, "se aventuró en las finanzas, ideando formas de sacar dinero del gigante de la economía planificada soviética".

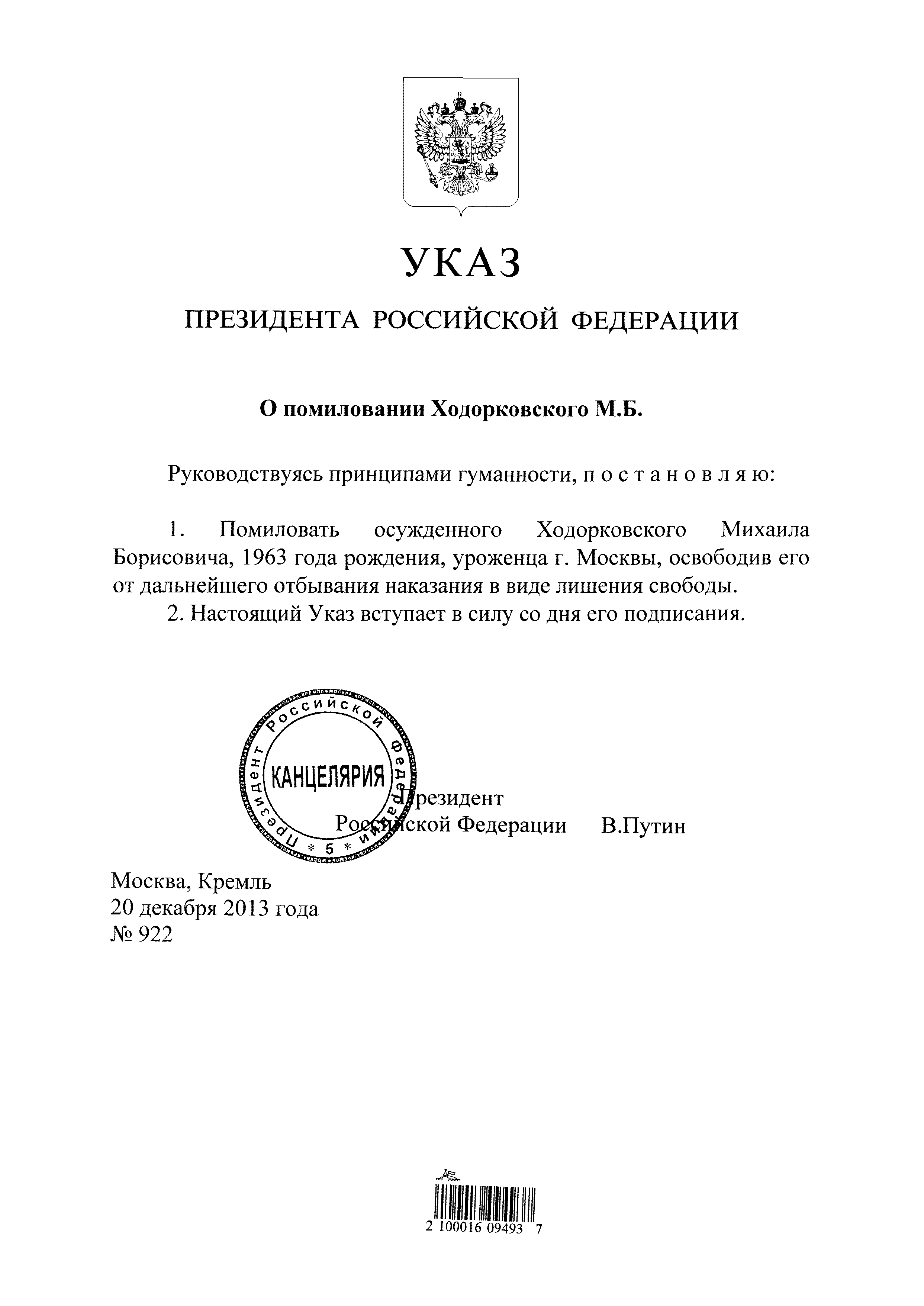
Decreto presidencial №922 del 20 de diciembre de 2013, con el que se perdona la pena a Mijaíl Jodorkovski, gracia concedida como parte del día de indulto en honor al aniversario vigésimo de la Constitución de la Federación Rusa.

En 2004, Jodorkovski era el hombre más rico de Rusia y el decimosexto en el listado de la revista Forbes de las mayores fortunas del mundo de 15 000 millones de dólares. La mayor parte de su capital se evaporó, tras la acusación del gobierno ruso de que evadió impuestos durante la década de los noventa y la posterior devaluación de la compañía energética rusa Yukos (ОАО НК ЮКОС).
Jodorkovski fue arrestado el 25 de octubre de 2003 en el aeropuerto de Novosibirsk. En una medida sin precedentes en la Rusia postsoviética,[cita requerida] el gobierno de Vladímir Putin congeló los activos de la compañía. Las decisiones tomadas por las instituciones rusas condujeron a un colapso total del precio de las acciones de YUKOS. Más tarde el gobierno intentó vender una parte importante de la empresa a un precio muy inferior de su valor real a una compañía pantalla de Rosneft, en manos del gobierno ruso.[cita requerida]
Finalmente el 31 de mayo de 2005 fue condenado a 9 años de prisión. En octubre del 2005 fue trasladado al campo número 13 de la cárcel de Krasnokámensk en la antigua provincia de Chitá, ahora parte del Territorio de Zabaikalie, en el sudeste de Siberia.
En enero de 2008 Mijaíl Jodorkovski comenzó una huelga de hambre.
Poco después fue acusado de dos nuevos delitos: robo y blanqueo de capitales. Tras casi dos años de juicio, el 30 de diciembre de 2010 fue condenado a 14 años de prisión.
El 20 de diciembre de 2013 fue liberado por un indulto del presidente ruso Vladímir Putin.
Vive en Londres desde 2015.